# Taillefontaine
Taillefontaine és un municipi francès situat al departament de l'Aisne i a la regió dels Alts de França. L'any 2007 tenia 274 habitants.

## Demografia

### Població
El 2007 la població de fet de Taillefontaine era de 274 persones. Hi havia 108 famílies de les quals 32 eren unipersonals (20 homes vivint sols i 12 dones vivint soles), 32 parelles sense fills, 36 parelles amb fills i 8 famílies monoparentals amb fills.
La població ha evolucionat segons el següent gràfic:
Habitants censats

### Habitatges
El 2007 hi havia 142 habitatges, 112 eren l'habitatge principal de la família, 18 eren segones residències i 12 estaven desocupats. 139 eren cases i 2 eren apartaments. Dels 112 habitatges principals, 90 estaven ocupats pels seus propietaris, 16 estaven llogats i ocupats pels llogaters i 6 estaven cedits a títol gratuït; 1 tenia una cambra, 10 en tenien dues, 22 en tenien tres, 31 en tenien quatre i 48 en tenien cinc o més. 69 habitatges disposaven pel capbaix d'una plaça de pàrquing. A 38 habitatges hi havia un automòbil i a 55 n'hi havia dos o més.

### Piràmide de població
La piràmide de població per edats i sexe el 2009 era:
| Homes | Edats   | Dones |
| ----- | ------- | ----- |
| 0     | 95 o +  | 0     |
| 0     | 90 a 94 | 0     |
| 4     | 85 a 89 | 0     |
| 0     | 80 a 84 | 4     |
| 4     | 75 a 79 | 8     |
| 12    | 70 a 74 | 4     |
| 12    | 65 a 69 | 20    |
| 4     | 60 a 64 | 4     |
| 8     | 55 a 59 | 0     |
| 20    | 50 a 54 | 8     |
| 8     | 45 a 49 | 28    |
| 12    | 40 a 44 | 16    |
| 12    | 35 a 39 | 8     |
| 0     | 30 a 34 | 0     |
| 12    | 25 a 29 | 8     |
| 4     | 20 a 24 | 0     |
| 20    | 15 a 19 | 8     |
| 4     | 10 a 14 | 12    |
| 0     | 5 a 9   | 4     |
| 0     | 0 a 4   | 0     |

## Economia
El 2007 la població en edat de treballar era de 172 persones, 127 eren actives i 45 eren inactives. De les 127 persones actives 113 estaven ocupades (61 homes i 52 dones) i 14 estaven aturades (4 homes i 10 dones). De les 45 persones inactives 18 estaven jubilades, 12 estaven estudiant i 15 estaven classificades com a «altres inactius».

### Ingressos
El 2009 a Taillefontaine hi havia 116 unitats fiscals que integraven 281,5 persones, la mediana anual d'ingressos fiscals per persona era de 18.423 €.

### Activitats econòmiques
Dels 4 establiments que hi havia el 2007, 1 era d'una empresa d'hostatgeria i restauració, 2 d'empreses immobiliàries i 1 d'una empresa de serveis.
L'únic servei als particulars que hi havia el 2009 era un restaurant.
L'any 2000 a Taillefontaine hi havia 6 explotacions agrícoles.

## Equipaments sanitaris i escolars
El 2009 hi havia una escola elemental integrada dins d'un grup escolar amb les comunes properes formant una escola dispersa.

## Poblacions més properes
El següent diagrama mostra les poblacions més properes.